# Базум, Мохамед
Мохамед Базум (фр. Mohamed Bazoum; род. 1 января 1960, Билабрин, Нигер) — политический и дипломатический деятель Нигера арабского происхождения. С 2011 года является председателем Партии за демократию и социализм Нигера. Работал в правительстве Нигера в должности министра иностранных дел с 1995 по 1996 год и затем с 2011 по 2015 год. С 2015 по 2016 год был государственным министром при президенте, а затем министром внутренних дел с 2016 по 2020 год, когда ушел в отставку, чтобы сосредоточиться на участии в президентских выборах 2020 года. В феврале 2021 года был избран новым президентом страны, вступил в должность 2 апреля 2021 года. 26 июля 2023 года  был свергнут в результате военного переворота. С тех пор находится под арестом.

## Биография
Родился в небольшом населенном пункте Билабрин (округ Нгигми, область Диффа, юго-восток Нигера) в семье, принадлежащей к арабскому меньшинству. В 1984 году окончил отделение литературы и гуманитарных наук философского факультета Университета Дакара (Сенегал). Получил степень магистра политической философии, продолжил обучение в аспирантуре по направлению «логика и эпистемология». В 1984—1991 годах Мохамед Базум преподавал философию в школах городов Тахуа и Маради. 
Присоединился к профсоюзной деятельности Национального союза учителей Нигера (SNEN), а затем — к исполнительному органу Профсоюза рабочих Нигера (USTN). В 1991 году представлял его на общенациональной конференции, по итогам которой в 1993 году в стране были впервые проведены многопартийные парламентские и президентские выборы, в которых участвовало несколько претендентов. В декабре 1990 года Мохамед Базум стал одним из основателей Партии за демократию и социализм Нигера (PNDS).
С 1991 по 1993 год занимал должность государственного секретаря по сотрудничеству при министре иностранных дел и сотрудничества в переходном правительстве премьер-министра Амаду Сеифу. 11 апреля 1993 года был избран в Национальное собрание от специального округа Тескер в качестве кандидата от Партии за демократию и социализм Нигера (PNDS) на внеочередных выборах, состоявшихся 11 апреля 1993 года и которые последовали за отменой итогов выборов в Тескере, состоявшихся в феврале.
После парламентских выборов в январе 1995 года, на которых победила оппозиционная коалиция Национального движения за общество развития и Партии за демократию и социализм Нигера, стал министром иностранных дел и сотрудничества в правительстве премьер-министра Хамы Амаду, назначенного 25 февраля 1995 года. Был повторно назначен на эту должность после того, как Ибрагим Баре Маинассара захватил власть в результате военного переворота 27 января 1996 года, но ушел с должности 5 мая 1996 года. Партия за демократию и социализм Нигера выступила против Ибрагима Баре Маинассары, и 26 июля 1996 года Мохамед Базум был помещен под домашний арест вместе с председателем партии Махамаду Иссуфу, через несколько недель после президентских выборов 1996 года. Затем, они были освобождены по решению суда 12 августа 1996 года.
В начале января 1998 года был арестован вместе с двумя другими крупными оппозиционными политиками, включая генерального секретаря Национального движения за общество развития Хаму Амаду, по обвинению в участии в заговоре с целью убийства Ибрагима Баре Маинассары. Ему так и не было предъявлено обвинение, и он был освобождён через неделю после ареста.
На четвертом очередном конгрессе Партии за демократию и социализм Нигера, состоявшемся 4-5 сентября 2004 года, Мохамед Базум был избран вице-председателем. В декабре 2004 года снова избран в Национальное собрание на парламентских выборах, а в течение последующего парламентского срока был третьим вице-председателем Национального собрания и вице-президентом парламентской группы PNDS.
26 мая 2007 года стал одним из 14 депутатов, которые подали вотум недоверия премьер-министру Хаме Амаду. Правительство Хаме Амаду потерпело поражение в последующем вотуме недоверия 31 мая 2007 года, и Мохамед Базум похвалил «зрелость политического класса Нигера, который только что положил конец мандату группы, специализирующейся на хищении государственных средств».
После призыва людей бойкотировать конституционный референдум в августе 2009 года, Мохамед Базум был ненадолго задержан и допрошен 14 июля 2009 года в течение двух часов. 18 июля 2009 года был переизбран вице-председателем партии на Пятом очередном съезде. После удачного проведения референдума он охарактеризовал его как «государственный переворот» и сказал, что парламентские выборы в октябре 2009 года были «предвыборным фарсом», призванным лишь добавить «демократической полировки».
Президент Мамаду Танджа был свергнут в результате военного переворота 18 февраля 2010 года. Мохамед Базум сказал по этому случаю, что «это именно то, чего мы боялись, военное решение. Танджа мог бы этого избежать». Как один из ведущих участников Координационного комитета демократических сил республики, оппозиционной коалиции, он заявил 23 февраля, что хочет, чтобы Танджа предстал перед судом за государственную измену, поскольку отменил действие конституции 1999 года, пытаясь остаться у власти. По словам Мохамеда Базума, подобное решение было необходимо, чтобы удержать будущих лидеров от подобного курса. Он сказал, что хунта должна удерживать Танджу до тех пор, пока не будут созданы «демократические институты», а затем следует его судить, но по его мнению, в смертной казни нет необходимости.
Махамаду Иссуфу ушел с поста председателя Партии за демократию и социализм Нигера в марте 2011 года, после победы на президентских выборах, а Мохамед Базум занял пост исполняющего обязанности председателя партии. Махамаду Иссуфу вступил в должность президента Нигера 7 апреля 2011 года, а Мохамед Базум был назначен в правительство страны на должность министра иностранных дел 21 апреля 2011 года.
25 февраля 2015 года был переведен на должность государственного министра при президенте. Этот шаг рассматривался как позволяющий Мохамеду Базуму сосредоточиться на руководстве партии в ожидании решения Махамаду Иссуфу на переизбрание в 2016 году.
В феврале 2016 года был избран в Национальное собрание на всеобщих выборах. После того, как Махамаду Иссуфу был приведен к присяге на второй срок, 11 апреля 2016 года Мохамед Базум был назначен министром внутренних дел, общественной безопасности, децентрализации, а также по религиозным делам. Вступил в должность 13 апреля, сменив Хассуми Массауду.

## Президентство
В феврале 2021 года был избран новым президентом страны. 31 марта 2021 года, за несколько дней до инаугурации избранного президента, произошла попытка государственного переворота; 2 апреля Базум был приведён к присяге и вступил в должность.

Западноафриканский экономический и валютный союз (ЗАЭВС)

В декабре 2022 года Мохамед Базум был назначен действующим президентом Западноафриканского экономического и валютного союза (ЗАЭВС), во время 23-го очередного саммита глав государств и правительств организации в Абиджане.

### Свержение
26 июля 2023 года солдаты президентской гвардии перекрыли доступ в резиденцию Базума. 27 июля полковник ВВС Амаду Абдраман выступил по государственному телевидению, чтобы заявить, что президент отстранён от власти «из-за ухудшения ситуации с безопасностью и плохого управления» и заменён военной хунтой, называющей себя Национальным советом по охране Родины.
Министр иностранных дел страны Хассуми Массауду остался верен президенту Базуму и выступил в соцсетях с призывом помешать перевороту, а также объявил себя временным главой государства.
13 августа 2023 года военная хунта объявила, что хочет «преследовать перед компетентными национальными и международными органами Мохамеда Базума и его местных и иностранных сообщников за государственную измену и подрыв внутренней и внешней безопасности Нигера».
30 ноября 2023 года семья Мохамеда Базума заявила, что они больше не поддерживали с ним связь с 18 октября 2023 года, и осудила «жестокие аресты и обыски», направленные против некоторых из них.